# Angenita Klooster
Carroliena Angenita (Nita) Klooster (Ellewoutsdijk, 20 december 1880 – Borsele, 19 april 1971) was een Nederlands schrijfster, lerares en feminist. 

## Onderwijs
Ze groeide op in het Zeeuwse dorp Ellewoutsdijk, waar ze al op twaalfjarige leeftijd voor de klas stond wanneer er geen leraar was. In 1899 haalde ze haar akte om officieel onderwijzeres te worden en begon ze met lesgeven, voornamelijk in Amsterdam. Ze pleitte er voor dat vrouwelijke docenten ook voor hogere klassen zouden moeten staan en vond dat het voor zowel oudere jongens als oudere meisjes goed was van een vrouw les te krijgen. In 1913 publiceerde ze de brochure 'De tegenwoordige positie der onderwijzeres', waarmee ze een prijs won op de tentoonstelling De Vrouw 1813-1913. In 1921 werd ze onderwijsinspectrice in Den Haag. Ze heeft zich tijdens haar carrière veel ingezet voor de verbetering kleuterscholen, lager onderwijs en meisjesonderwijs en de positie van onderwijzeressen. 
In 1938 stopte ze vanwege gezondheidsredenen met haar baan als inspectrice. Ze kreeg een gouden medaille van de gemeente Den Haag en werd Ridder in de Orde van Oranje-Nassau als blijk van waardering.

## Vrouwenkiesrecht
Klooster was actief binnen de vrouwenbeweging, ze was bijvoorbeeld lid van de Vrije Vrouwen Vereeniging en de Feministische Partij. Ze was ook lid van de Soroptimistclub Den Haag.

## Schrijfster
Klooster schreef ook kinderboeken, zoals verhalen die zich in Ellewoutsdijk afspeelden en een serie sprookjesboeken. Daarnaast combineerde ze haar interesse in schrijven vaak met haar inzet voor sociale kwesties, wat leidde tot meer activistische gedichten en liedjes. Voorbeelden zijn het Jus Suffragiilied (het vrouwenkiesrechtlied) en Oproerige Liedjes, verzetspoëzie uit de Tweede Wereldoorlog. Ook schreef ze Een korte levensschets van Johanna W.A. Naber. 
Verder was Klooster actief binnen de drankbestrijdingsbeweging (in dat kader schreef ze Als de rozen bloeien) en was ze voorstander van een vrij Ambon. In 1963 verhuisde ze terug naar Zeeland waar ze in 1971 in Borsele overleed. In 1949 werd er een basisschool in Scheveningen naar haar genoemd, en ze was lid van de Bond van Onderwijzeressen bij het Voorbereidend Onderwijs. 

Haar archief is te vinden bij Atria.
- Biografisch Portaal: 68334212
- Digitale Bibliotheek voor de Nederlandse Letteren: kloo021
- International Standard Name Identifier: 0000 0003 9507 5859
- Nederlandse Thesaurus van Auteursnamen: 074158422
- Système universitaire de documentation: 238131424
- Virtual International Authority File: 289738103
- WorldCat: E39PBJrKWvqjrvmYRwhfkbVHmd